# Genesis P-Orridge
Genesis Breyer P-Orridge (Manchester, 22 de fevereiro de 1950 – Nova Iorque 14 de março de 2020) foi artista visual e de performance, poeta, musicista de canto e composição e ocultista de origem inglesa, notável por fundar o coletivo artístico COUM Transmissions e ser vocalista principal da banda seminal de música industrial Throbbing Gristle. P-Orridge também fundou o grupo ocultista Thee Temple ov Psychick Youth e liderou a banda experimental de pop rock Psychic TV.
Tendo nascido em Manchester, P-Orridge desenvolveu um interesse precoce em arte, ocultismo e vanguarda enquanto estava na Solihull School. Após abandonar os estudos na Universidade de Hull, P-Orridge mudou-se para uma comunidade contracultural em Londres e adotou Genesis P-Orridge como seu pseudônimo. Ao retornar a Hull, P-Orridge fundou o COUM Transmissions com Cosey Fanni Tutti e, em 1973, eles se mudaram para Londres. O trabalho de performance provocativo do COUM, lidando com temas como trabalho sexual, pornografia, assassinos em série e ocultismo, representou uma tentativa concertada de desafiar as normas sociais e atraiu a atenção da imprensa nacional. A exposição "Prostitution" do COUM em 1976 no Instituto de Artes Contemporâneas de Londres foi particularmente vilipendiada pelos tabloides, ganhando-lhes o apelido de "destruidores da civilização". A banda de P-Orridge, Throbbing Gristle, surgiu do COUM e esteve ativa de 1975 a 1981 como pioneira no gênero da música industrial. Em 1981, P-Orridge cofundou o Psychic TV, uma banda experimental que, a partir de 1988, passou a ser cada vez mais influenciada pelo acid house.
Em 1981, P-Orridge cofundou o Thee Temple ov Psychick Youth, uma ordem oculta informal influenciada pela magia do caos e música experimental. P-Orridge era frequentemente visto como o líder do grupo, mas rejeitou essa posição e deixou o grupo em 1991. Em meio à histeria sobre pânico satânico e rituais de abuso, um documentário de 1992 do Channel 4 acusou P-Orridge de abuso sexual de crianças, resultando em uma investigação policial. Posteriormente, inocentaram P-Orridge e o Channel 4 retratou sua alegação. Como resultado desse incidente, P-Orridge deixou o Reino Unido e se estabeleceu nos Estados Unidos, em Nova York. Lá, P-Orridge se casou com Jacqueline Breyer, mais tarde conhecida como Lady Jaye, em 1995, e juntos embarcaram no Projeto Pandrogenia, uma tentativa de se unirem como "pandroginia" ou uma única entidade, por meio de modificação cirúrgica do corpo para se assemelharem fisicamente um ao outro. P-Orridge continuou com esse projeto de modificação corporal após a morte de Lady Jaye em 2007. Embora tenha participado de reuniões tanto do Throbbing Gristle quanto do Psychic TV nos anos 2000, P-Orridge se aposentou da música em 2009 para se concentrar em outras mídias artísticas.
Creditaram P-Orridge em mais de 200 lançamentos durante sua vida. Citam como um ícone na cena de arte vanguardista, acumulou uma base de fãs cult e recebeu o apelido de "Nadrinhe da Música Industrial". P-Orridge usou uma variedade de pronomes pessoais durante a vida, incluindo pronomes de gênero alternativos ou não tradicionais, como "s/he" (ela/e, em tradução livre), "h/er" e "h/erself", formas ambíguas do feminino e masculino, além de pronomes de primeira pessoa no plural.

## Início da vida

### Infância
Genesis P-Orridge nasceu em 22 de fevereiro de 1950 em Victoria Park, Manchester, progenitura de Ronald e Muriel Megson. Ronald era um vendedor viajante que havia trabalhado no teatro de repertório e tocava bateria em bandas de jazz e dança locais. Muriel era natural de Salford e conheceu Ronald depois que ele retornou à Inglaterra após ser ferido no Exército Britânico na Batalha de Dunquerque em 1940. Na infância, P-Orridge tinha um bom relacionamento com seus pais, que não interferiam em seus interesses artísticos.
Devido ao trabalho de Ronald, a família se mudou para Essex, onde P-Orridge frequentou a Escola Infantil Staples Road em Loughton e, por um tempo, morou em uma caravana próxima à Epping Forest enquanto a casa da família estava sendo construída. A família então se mudou de Essex para Cheshire, onde P-Orridge frequentou a Escola Primária de Gatley. Passando no exame 11-plus, P-Orridge ganhou uma bolsa de estudos para frequentar a Escola de Gramática de Stockport entre 1961 e 1964.

### Solihull School e Worm
Após seu pai se tornar gerente da área de Midlands de uma empresa de limpeza e manutenção, P-Orridge foi enviado para a Escola Solihull, administrada privadamente em Warwickshire, entre 1964 e 1968; um período que eles se refeririam como "basicamente quatro anos de tortura mental e física", mas também um tempo em que desenvolveram interesse em arte, ocultismo e vanguarda. Aos quinze anos, P-Orridge se tornou fã de "A Mulher Sem Cabeça", um livro que continha colagens surrealistas de vários artistas, incluindo Max Ernst. O livro se tornou uma fonte de inspiração precoce, e foi nessa época que adotou o nome "P-Orridge".
P-Orridge era impopular entre os outros alunos e sofria bullying na escola, encontrando conforto no departamento de arte durante o horário do almoço e à noite. Teve amizade com Ian "Spydeee" Evetts, Barry "Little Baz" Hermon e Paul Wolfson, três colegas de classe que compartilhavam seu interesse em arte, literatura e poesia. Eles discutiam regularmente sobre livros e música, desenvolvendo um interesse nas obras de Aleister Crowley, William S. Burroughs, Jack Kerouac e Allen Ginsberg, bem como na música de Frank Zappa, The Fugs e The Velvet Underground. P-Orridge também se interessou pelo ocultismo e afirmou que sua avó era médium.
Em 1967, P-Orridge fundou seu primeiro coletivo, Worm, com os amigos da escola Pingle Wad (Peter Winstanley), Spydeee Gasmantell (Ian Evetts) e a namorada de P-Orridge, Jane Ray. Worm foi influenciado por AMM e pelo livro de John Cage de 1961, "Silêncio: Palestras e Escritos". Em 1966, P-Orridge, Evetts, Hermon, Wolfson e Winstanley começaram a produção de uma revista underground, intitulada "Conscience". Proibidos de vendê-la nas dependências da escola, eles vendiam cópias do lado de fora dos portões da escola. A revista "Conscience" incluía vários artigos críticos à administração da escola, o que levou a propostas de mudanças em questões como uniformes escolares e privilégios dos monitores (conhecidos como "benchers"). No mesmo ano, influenciados por relatos de jornais sobre "Swinging London", P-Orridge organizou o primeiro happening na escola, sob o pretexto de organizar uma dança escolar.

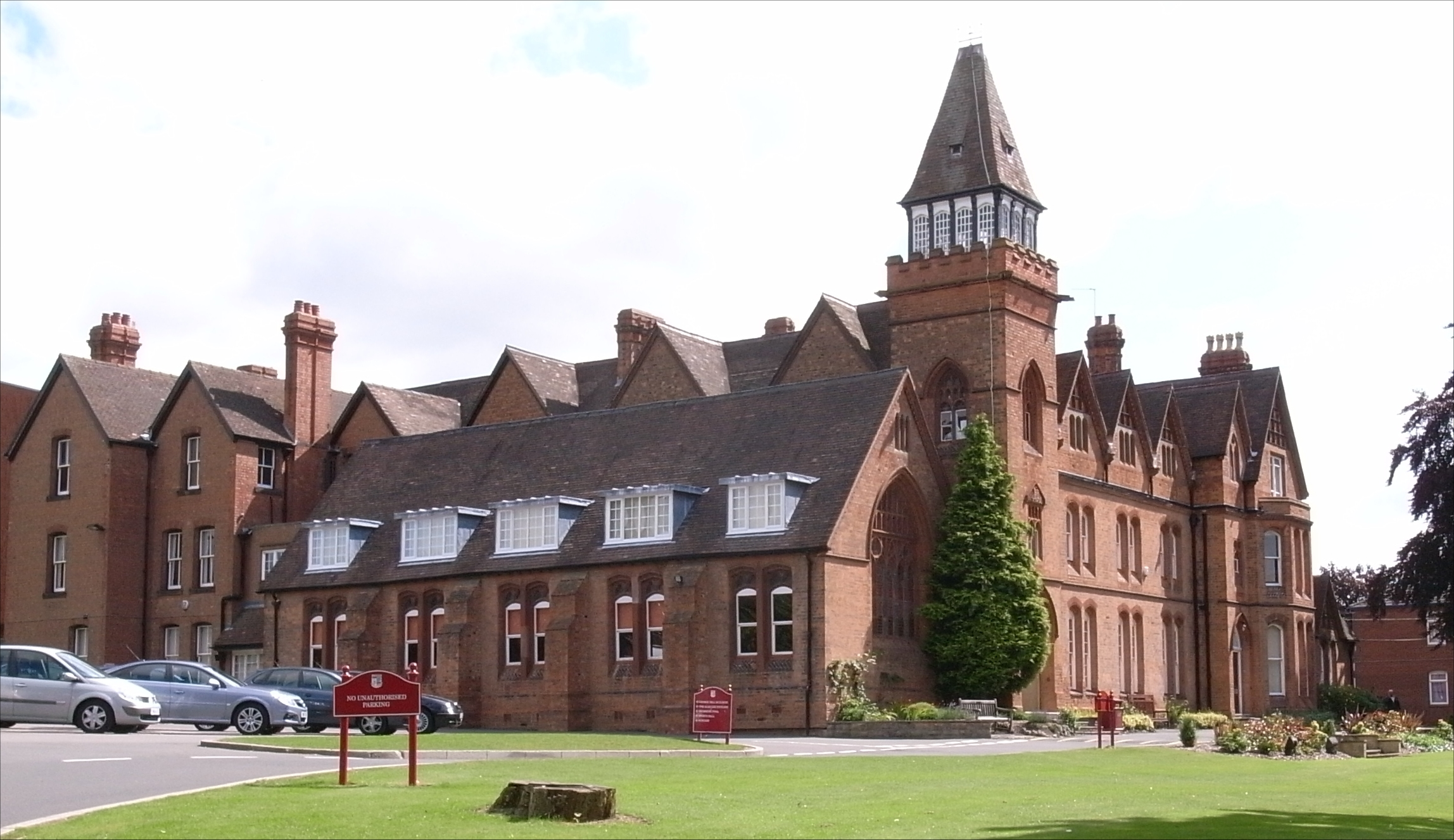
Solihull School, em que P-Orridge estudou em meio dos anos 1960

Tendo criação na denominação anglicana do cristianismo, P-Orridge tornou-se profissional de secretariado do Círculo de Discussão Cristã da sexta forma da escola, nesta posição convidando membros de outras posições ideológicas – incluindo um marxista do Partido Comunista Britânico – para falar com o grupo.  Aos 18 anos, P-Orridge começou a ajudar a administrar as aulas da escola dominical local, mas passou a rejeitar o cristianismo organizado. Acometido de asma durante toda a infância, P-Orridge teve que tomar cortisona e prednisona esteroides para controlar os ataques. O último desses medicamentos causou atrofia de suas glândulas suprarrenais como efeito colateral, e assim o médico aconselhou P-Orridge a parar de tomá-los. Como resultado, aos 17 anos, P-Orridge sofreu um grave apagão; enquanto estavam no hospital, decidiu dedicar sua vida à arte e à escrita.
Com Hermon e Wolfson, P-Orridge fundou um grupo chamado os Cavaleiros da Chama Pentecostal. Os Cavaleiros realizaram um evento em 1 de junho de 1968, intitulado "Belas Tralhas", que ocorreu em Mell Square, Solihull. O evento envolveu os três estudantes distribuindo cartões para os transeuntes com uma série de palavras escritas neles; "lã", "arco-íris", "sedoso", "branco", "flor" e "gotas de orvalho". Certificando-se de que o jornal local Solihull News fosse informado do evento, P-Orridge disse aos repórteres que os Cavaleiros queriam iniciar "uma revolução artística em Solihull, fazendo as pessoas tomarem consciência da vida ao seu redor, sua beleza essencial e tranquilidade". No meio de 1968, Worm gravou seu primeiro e único álbum, intitulado "Early Worm", no sótão dos pais de P-Orridge em Solihull. Foi prensado em vinil em novembro na Deroy Sound Services em Manchester, mas apenas uma cópia foi produzida. Um segundo álbum, "Catching the Bird", foi gravado, mas nunca prensado.

### Universidade de Hull e Explorações Transmídia
Em setembro de 1968, P-Orridge começou a estudar para um diploma em Administração Social e Filosofia na Universidade de Hull. Hull foi escolhida na tentativa de estudar na "universidade de tijolos vermelhos, não elitista e mais comum", mas P-Orridge não gostou do curso e tentou sem sucesso transferir para estudar Inglês. Com um grupo de amigos, P-Orridge fundou uma revista estudantil "free-form" chamada Worm, que dispensava todo o controle editorial, publicando tudo colocado na caixa de correio da revista, incluindo instruções sobre como construir um coquetel molotov. Três edições foram publicadas entre 1968 e 1970 antes que a União dos Estudantes de Hull proibisse a publicação, considerando-a legalmente obscena e temendo uma acusação. Desenvolvendo um grande interesse pela poesia, P-Orridge venceu o Concurso de Poesia Needler da Universidade de Hull em 1969, julgado pelo professor Richard Murphy da Compton e pelo poeta Philip Larkin, que na época era bibliotecário da universidade. P-Orridge se envolveu na política estudantil radical por meio de sua amizade com Tom Fawthrop, membro da Aliança Radical dos Estudantes, que liderou uma ocupação estudantil dos prédios administrativos da universidade como parte dos protestos estudantis mundiais de 1968. Em 1969, P-Orridge tentou recriar a ocupação para um filme, na esperança de que se tornasse uma ocupação de protesto genuína, mas esse empreendimento falhou devido à falta de participantes.
Em 1969, P-Orridge abandonou a universidade e se mudou para Londres e se juntou à comunidade de Explorações Transmídia, que na época vivia em uma grande casa decadente na Islington Park Street. O grupo, iniciado pelo artista David Medalla e inicialmente chamado de Exploding Galaxy, havia estado na vanguarda da cena hippie de Londres desde 1967, mas havia se dissolvido parcialmente após uma série de batidas policiais e um processo judicial prejudicial. Mudando-se para a comunidade, P-Orridge foi particularmente influenciado por um dos membros fundadores do grupo, Gerald Fitzgerald, um artista cinético, e reconheceria a influência formativa de Fitzgerald no trabalho posterior de P-Orridge. Os membros da comunidade aderiam a um regime estrito com a intenção de descondicionar seus membros de suas rotinas e comportamentos convencionais; eles eram proibidos de dormir no mesmo lugar em noites consecutivas, a comida era preparada em horários irregulares e todas as roupas eram guardadas em um baú comunal, com os membros usando algo diferente a cada dia. P-Orridge ficou lá por três meses, até o final de outubro de 1969. Eles saíram após ficarem irritados com o fato de que os líderes da comunidade tinham mais direitos do que os outros membros e acreditavam que o grupo ignorava o uso contracultural da música, algo em que tinham grande interesse. Julie Wilson afirmou mais tarde que, embora o tempo de P-Orridge na comunidade de Explorações Transmídia tenha sido breve, "as experiências que eles tiveram lá provaram ser seminais" para seu desenvolvimento artístico.

## COUM Transmissions

### Fundação
Deixando Londres, P-Orridge pegou carona por toda a Grã-Bretanha antes de se estabelecer em um novo lar em Shrewsbury. Lá, se voluntariou como auxiliar de escritório no novo negócio de Ronald Megson. Durante uma viagem em família ao País de Gales, P-Orridge teve uma experiência em que ouviu vozes, viu o símbolo da COUM e ouviu as palavras "COUM Transmissions". Ao voltar para casa naquela noite, P-Orridge preencheu três cadernos com pensamentos e ideias artísticas, influenciado pelo tempo gasto nas Explorações Transmídia.
Em novembro de 1969, P-Orridge voltou a Hull para se encontrar com o amigo John Shapeero, que se juntou a P-Orridge para transformar a COUM Transmissions em um grupo artístico e musical vanguardista. Inicialmente, eles debateram como definir "COUM", mas depois decidiram que, como o nome "dada", deveria permanecer aberto à interpretação. P-Orridge projetou um logotipo para o grupo, que consistia em um pênis semiereto formado pela palavra COUM com uma gota de sêmen saindo da extremidade, enquanto o lema "Seu Local Sujo Proibido" estava estampado abaixo. Outro logotipo projetado por P-Orridge consistia em um selo desenhado à mão acompanhado pela declaração "COUM garante decepção"; desde o início, o grupo usou trocadilhos em suas obras de arte e anúncios.
Os primeiros eventos públicos da COUM foram shows musicais improvisados realizados em vários bares ao redor de Hull, com títulos como Thee Fabulous Mutations, Space Between the Violins, Dead Violins and Degradation, e Clockwork Hot Spoiled Acid Test. A música da COUM era anárquica e improvisada, fazendo uso de instrumentos como violinos quebrados, pianos preparados, guitarras, bongôs e tambores falantes. Com o tempo, adicionou mais teatralidade às suas performances, em um exemplo fazendo a plateia rastejar por um túnel de polietileno para entrar no local.
Em dezembro de 1969, P-Orridge e Shapiro saíram de seu apartamento e se mudaram para um antigo armazém de frutas na área portuária de Hull, com vista para o Humber. Batizado por P-Orridge de Ho-Ho Funhouse, o armazém se tornou o lar comunitário de uma variedade de figuras contraculturais, incluindo artistas, músicos, estilistas e produtores de revistas underground. Na época do Natal de 1969, uma mulher chamada Christine Carol Newby se mudou para o Funhouse após ser expulsa de casa por seu pai. Newby, que anteriormente havia se tornado amiga de P-Orridge em uma festa de teste de ácido, se tornou companheira de quarto de P-Orridge no Funhouse e adotou o nome artístico Cosey Fanni Tutti, baseado em Così fan tutte. Ela se juntou à COUM e inicialmente ajudou na construção de adereços e no design de figurinos. O grupo começou a incluir performances de arte e eventos teatrais em seus shows. Eles viveram em um armazém georgiano abandonado na Prince Street, Hull. Uma de suas performances incluiu o grupo aparecendo para tocar um show, mas intencionalmente não trazendo instrumentos, algo que P-Orridge considerava "muito mais teatral, hilariante e descontraído" do que suas performances anteriores.

### Atividades em Hull
Em 5 de janeiro de 1971, P-Orridge passou por uma mudança legal de nome para Genesis P-Orridge por meio de uma escritura pública, combinando o apelido adotado Genesis com uma grafia alterada de "porridge" (mingau), o alimento do qual ele sobreviveu como estudante. O novo nome foi intencionalmente desglamouroso, e eles esperavam que desencadeasse um "fator de gênio" pessoal. Em fevereiro, a COUM chamou a atenção do The Yorkshire Post, que publicou um artigo sobre eles que levou a mais atenção da mídia nacional. Eles também foram destaque em um artigo na Torch, a publicação da união estudantil da Universidade de Hull, intitulado "God Sucks Mary's Hairy Nipple"; o autor do artigo, Haydn Robb (atualmente conhecido como Haydn Nobb), posteriormente se juntou à COUM, assim como o professor de matemática Tim Poston. Em abril de 1971, a COUM, composta por P-Orridge e Gasmantell, realizou sua primeira sessão de rádio ao vivo, no programa On Cue da Radio Humberside.
Após ganhar destaque na imprensa, eles realizaram mais eventos, incluindo sua primeira ação de rua, chamada "Absolute Everywhere", que trouxe problemas com a polícia. Após uma apresentação chamada "Riot Control" no Gondola Club de Hull, o local foi invadido pela polícia e fechado em breve. A maioria dos clubes locais culpou a COUM e os proibiu informalmente. A COUM elaborou uma petição para obter apoio ao grupo, conseguindo uma reserva no Brickhouse local; sua primeira apresentação na qual o público aplaudiu e pediu um bis. A petição continha seu logotipo fálico, e a polícia acusou P-Orridge e Robb de publicar um anúncio obsceno, embora as acusações tenham sido posteriormente retiradas.
Conforme ganharam cobertura na imprensa musical, o interesse pela banda cresceu, e eles abriram o show do Hawkwind no St. George's Hall em Bradford em outubro de 1971. Eles atraíram o interesse do jornalista musical John Peel, que comentou publicamente que "[a]lguns diriam que COUM eram loucos, mas a exposição constante à humanidade me força a acreditar que precisamos de mais loucos como eles".
Recebendo uma Bolsa de Artes Experimentais da Associação de Artes de Yorkshire financiada pelo governo, a COUM se descreveu como artistas de performance, inspirados pelos dadaístas e enfatizando a qualidade amadora de seu trabalho. Eles participaram do Concurso Nacional de Rock/Folk no New Grange Club de Hull com uma apresentação intitulada "Esta Máquina Mata a Música" e organizaram eventos para as comemorações do Conselho Municipal de Hull para marcar a entrada do Reino Unido na Comunidade Econômica Europeia em 1973. Eles também trabalharam em projetos individuais, gerando controvérsia na imprensa local com uma obra de arte conceitual que o artista inscreveu em uma exposição local. Com um crescente interesse pelo infantilismo, P-Orridge fundou a fictícia "L'ecole de l'art infantile" e coorganizou a "Baby's Coumpetition" [sic] no Festival de Maio de 1973 da Universidade de Oxford, também produzindo material como o fictício "Ministério da Insegurança Antissocial", uma paródia do Ministério da Previdência Social. Enquanto isso, P-Orridge criou o personagem "Alien Brain" e, em julho de 1972, atuou como o personagem em um evento intitulado "Estreia Mundial do Alien Brain", no Hull Arts Centre. A COUM também começou a publicar livros; em 1972, eles lançaram o primeiro volume de "Os Mil e Um Nomes da COUM", parte de um projeto proposto para lançar 1001 slogans (como "Mil e uma maneiras de COUM" e "COUM é Fab e Kinky"), enquanto em 1973 P-Orridge publicou "Copyright Breeches", que explorou um fascínio pessoal contínuo com o símbolo de direitos autorais e suas implicações para a arte e a sociedade.

### Londres e sua crescente fama
Após contínua perseguição policial, P-Orridge e Tutti se mudaram para Londres, ocupando um prédio abandonado e obtendo um estúdio no porão em Hackney, que chamaram de "Death Factory". Após uma breve correspondência, P-Orridge conheceu o romancista e poeta americano William S. Burroughs. Brion Gysin se tornou uma grande influência nas ideias e obras de P-Orridge e realizou tutoria principal deste em magia espiritual. Em 1973, a COUM participou da retrospectiva Fluxshoe que percorreu a Grã-Bretanha, exibindo o trabalho dos artistas Fluxus, organizada por David Mayor, que se tornou amigo de P-Orridge. No Festival de Edimburgo daquele ano, P-Orridge realizou uma performance de arte inspirada em Marcel Duchamp, chamada "Vândalos de Arte", na galeria Richard Demarco, envolvendo os convidados em conversas não convencionais e derramando sua comida e bebida no chão. Exibindo ao lado dos artistas da Ação Viennense, P-Orridge passou a ser cada vez mais influenciado por esses artistas austríacos de performance, adotando sua ênfase no uso de táticas de choque para combater a moral convencional. O primeiro filme de P-Orridge, "Wundatrek Tours", foi lançado em setembro de 1973 e documentou um passeio a Brighton. Durante o ano, o artista enviou cartões-postais projetados pessoalmente para exposições de arte pelo correio em todo o mundo.
Em janeiro de 1974, a COUM voltou sua atenção para a música, colaborando com o artista canadense Clive Robertson para produzir "O Próximo Trabalho de Marcel Duchamp", que estrearam em um festival de artes na Zwarte Zaal da Royal Conservatory em Ghent, na Bélgica. A próxima grande obra da COUM foi "O Ato de Crescer", realizado em março de 1974 no Oval House em Kennington, no sul de Londres. Após o show, eles foram abordados por um membro da plateia, Peter Christopherson, que compartilhava muitos de seus interesses. P-Orridge e Tutti o apelidaram de "Sleazy" devido ao interesse particular do primeiro nas questões sexuais do trabalho da COUM. Christopherson começou a ajudá-los usando suas habilidades como fotógrafo e designer gráfico e se apresentou com eles pela primeira vez em sua obra de março de 1975, "O Ato da Juventude". Em maio de 1974, a COUM emitiu um manifesto publicado em uma folha dupla A3 intitulada "Decomposições e Eventos".
Em abril de 1974, o Arts Council of Great Britain concedeu à COUM a primeira metade de uma bolsa de £1.500. O dinheiro estabilizou o grupo, que agora incluía P-Orridge e Tutti como diretores, John Gunni Busck como diretor técnico e Lelli Maull como diretora musical. Durante aquele ano, eles utilizaram vários espaços dirigidos por artistas em Londres, principalmente o Art Meeting Place (AMP) em Covent Garden, onde se apresentaram regularmente em 1974. Muitas dessas obras envolveram P-Orridge e Tutti explorando o equilíbrio de gênero, incluindo conceitos de confusão de gênero. Em uma performance no AWB, intitulada "Filth", P-Orridge e Tutti realizaram atos sexuais usando um dildo de duas pontas. A COUM estava frustrada com as restrições impostas a eles pelo Arts Council como requisito para receber financiamento; em vez de se apresentar em locais credenciados pelo Conselho, eles queriam se apresentar de forma mais espontânea. Em agosto de 1974, realizaram uma obra de arte performática não autorizada e espontânea em Brook Green, Hammersmith; durante a performance, a polícia chegou e interrompeu o evento, considerando-o obsceno.
Em setembro de 1974, a COUM foi convidada a participar do Stadfest em Rottweil, na Alemanha Ocidental, e prosseguiu com uma bolsa de viagem do British Council. Lá, eles realizaram duas ações de arte performática nas ruas, recebendo elogios de Bridget Riley e Ernst Jandl, ambos presentes. Os elogios que a COUM recebeu em Rottweil estabeleceram a reputação do grupo como "um dos grupos de arte performática mais inovadores da cena de arte de Londres na época", convencendo o Arts Council e o British Council a levá-los mais a sério e oferecer-lhes um maior apoio.
Em fevereiro de 1975, P-Orridge conseguiu seu primeiro emprego em tempo integral como assistente de editor na St. James Press, onde ajudou a compilar o livro de referência "Artistas Contemporâneos". O trabalho significou que tinha menos tempo para dedicar à COUM, mas ganhou uma ampla gama de contatos no mundo da arte. Durante aquele ano, a COUM embarcou em uma série de cinco peças de performance que eles chamaram de "Omissões", que foram realizadas em toda a Europa. Em março de 1975, a COUM apresentou "O Ato da Juventude" no Melkweg em Amsterdã. Adotando uma postura mais violenta do que seu trabalho anterior, refletindo uma influência dos Artistas da Ação Viennese, a performance envolveu automutilação, Cosey inserindo velas acesas em sua vagina, P-Orridge sendo crucificado e açoitado, e P-Orridge e Cosey fazendo sexo. Em julho de 1975, na Nuffield Festival em Southampton, a COUM apresentou o "Estúdio da Luxúria", onde P-Orridge se masturbou publicamente e todos os membros ficaram nus e adotaram poses sexuais.

### Estabelecendo o Throbbing Gristle e o show "Prostitution"
A COUM foi apresentada a Chris Carter em 1975 por meio de seu amigo em comum, John Lacey. Lacey acreditava que Carter se interessaria pela COUM devido ao seu interesse particular no uso experimental de luz e som. Juntos, Carter, Christopherson, Cosey e P-Orridge fundaram uma banda musical, Throbbing Gristle, em 3 de setembro de 1975; eles escolheram deliberadamente essa data, pois era o 36º aniversário da entrada do Reino Unido na Segunda Guerra Mundial. O termo "throbbing gristle" foi escolhido de propósito, pois era uma gíria de Yorkshire para um pênis ereto. Throbbing Gristle, ou TG como ficou amplamente conhecido, tinha como alvo um público mais amplo do que a COUM, visando assim trabalhar dentro da cultura popular em vez do mundo elitista da cena de arte. A COUM e o TG eram amplamente tratados como entidades distintas; a imprensa musical ignorou a COUM e considerou o TG como rock experimental de arte, enquanto a imprensa de arte ignorou o TG, considerando a COUM como artistas de performance. Apesar da intenção de operar dentro das esferas da cultura popular, o TG nunca teve sucesso nas paradas e permaneceu uma banda cult; seu público era muito maior do que o da COUM.
A COUM continuou a operar ao lado do TG e, em outubro de 1975, apresentou "Jusquà la balle crystal" na Nona Bienal de Paris no Musée d'art modern. O prestígio de ter sido convidado para tal evento levou o Arts Council a conceder-lhes uma bolsa de £1.600, embora apenas a metade desse valor tenha sido efetivamente paga. A arte postal da COUM adquiriu uma dimensão cada vez mais pornográfica, e em novembro de 1975 a polícia acusou P-Orridge de distribuir material obsceno pelo sistema postal sob a Lei dos Correios de 1953. Eles foram processados em 1975 por fazer colagens combinando postais da Rainha Elizabeth com pornografia leve, mas a pena de prisão e multas foram suspensas sob a condição de que não continuassem. Seu show "Prostitution", em 1976 no Instituto de Artes Contemporâneas (ICA) em Londres, incluiu exibições de imagens pornográficas de Tutti em revistas, bem como fotografias eróticas nuas; o show apresentou uma stripper, absorventes usados em vidro e guardas travestidos. Prostitutas, punks e pessoas com fantasias estavam entre os contratados para circular com o público da galeria. O show causou debate no Parlamento sobre o financiamento público de tais eventos. Na Câmara dos Comuns, o deputado conservador escocês Sir Nicholas Fairbairn exigiu uma explicação do Ministro das Artes Harold Lever e proclamou P-Orridge e Tutti como "destruidores da civilização". A imprensa também não demorou a pegar a história. As resenhas foram recortadas, emolduradas e expostas pelo resto da exposição. Isso também foi relatado em jornais, então os recortes sobre os recortes também foram expostos. A COUM foi considerada tão ofensiva que perdeu sua bolsa do governo e passou a ser a empresa privada Industrial Records. No final da COUM, as apresentações muitas vezes consistiam apenas de P-Orridge, Cosey e Sleazy, o grupo central que formou o Throbbing Gristle.

## Throbbing Gristle
Throbbing Gristle foi formada no final de 1975 como uma banda composta por quatro membros: P-Orridge, Cosey Fanni Tutti, Peter "Sleazy" Christopherson e Chris Carter. O nome "Throbbing Gristle" foi adotado após a gíria do norte da Inglaterra para um pênis ereto. O envolvimento de P-Orridge no Throbbing Gristle levou a citarem regularmente como "Padrinho da Música Industrial" ou, em fontes posteriores, "godparent" (padrinho/madrinha, mas sem gênero).
A primeira apresentação do Throbbing Gristle ocorreu na Air Gallery, em Londres, em julho de 1976. Nesse ponto, a sede do Throbbing Gristle estava localizada na Martello Street, Hackney, East London, o endereço de um coletivo de artistas. O espaço de vida e trabalho de P-Orridge e Tutti era o endereço postal da Industrial Records (IR). O Throbbing Gristle lançou "Discipline" em 1980. TG passou a ser identificado como os fundadores da música industrial, embora ao mesmo tempo o acadêmico Drew Daniel tenha afirmado que, devido à sua ecletismo, sua música resiste a uma análise clara.
O single mais vendido do Throbbing Gristle foi "Zyklon B Zombie" (1978), cujo título fazia referência ao gás venenoso Zyklon B usado no campo de extermínio de Auschwitz. Com o álbum "20 Jazz Funk Greats", tentaram-se afastar do som industrial e produziram músicas em uma variedade de gêneros musicais diferentes. P-Orridge recebeu várias chamadas telefônicas ameaçadoras e gravou-as para usá-las como trilha sonora da música do TG "Death Threats".
O último lançamento da IR foi chamado "Nothing Here Now But the Recordings", um álbum de grandes sucessos retirado dos arquivos de William S. Burroughs, que forneceu a P-Orridge e Christopherson acesso à sua coleção de fitas de rolo a rolo.
O último evento ao vivo do Throbbing Gristle, "Mission of Dead Souls", ocorreu em maio de 1981 no Kezar Pavilion em San Francisco. Pouco depois do evento em San Francisco, P-Orridge e Paula Brooking se casaram.
Durante esse período, P-Orridge fez amizade com um músico inglês chamado David Bunting. P-Orridge já conhecia outro homem chamado David, então inventou o pseudônimo David Tibet, que Bunting adotou como nome artístico. Através de uma introdução fornecida por Burroughs, P-Orridge conheceu Brion Gysin em Paris, provavelmente em 1980, e ficou profundamente influenciado pela técnica de recorte de Gysin. P-Orridge entendia isso como um método revolucionário para escapar dos padrões de pensamento atuais e desenvolver algo novo.

## Vida adulta

### The Pandrogeny Project

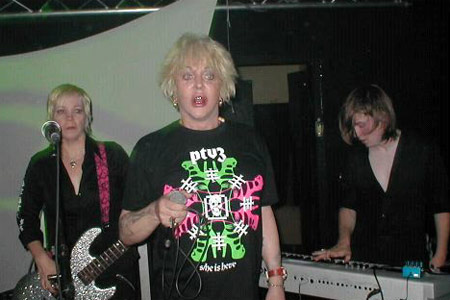
Live de PTV3 na Alemanha em 2004: Alice Genese, G. P-Orridge, Markus Persson

Aos 45 anos de idade, P-Orridge conheceu Lady Jaye (nascida Jacqueline Breyer) em uma masmorra BDSM em Nova York e acabaria se casando pela segunda vez. Jaye trabalhava como enfermeira durante o dia, cuidando de crianças com doenças terminais e deficiências. À noite, Lady Jaye trabalhava como dominatrix na masmorra e Genesis era cliente visitante.  Na noite em que se conheceram, os dois visitaram Paddles, um clube BDSM subterrâneo em Manhattan. Os dois se tornaram um casal a partir daí.

Em janeiro de 1993, P-Orridge e Jaye se mudaram para Ridgewood, Queens, em Nova York. Aqui, eles embarcaram no "Projeto Pandrogenia" (em inglês:  The Pandrogeny Project); influenciados pela técnica de recorte, o casal fez modificações corporais para se assemelharem, passando a se identificar como um único ser pandrógino chamado "Breyer P-Orridge". Ao fazer isso, a dupla gastou 200.000 dólares em alterações cirúrgicas, recebendo implantes mamários, implantes de bochecha e queixo, preenchimento labial, mudanças nos olhos e nariz, tatuagem e terapia hormonal, enquanto também adotavam pronomes neutros e alternados de gênero. Com este projeto, a intenção de P-Orridge era expressar uma crença de que o eu é pura consciência presa dentro do corpo governado pelo DNA. O casal adotou o termo "pandrógine" (em inglês, pandrogyne, outras vezes chamado de pandrogeny) porque – em suas palavras – "queríamos uma palavra sem qualquer história ou qualquer conexão com as coisas – uma palavra com sua própria história e sua própria informação". Declararam também que:
Começámos, porque éramos muito loucos de amor, só queríamos comer um ao outro, tornarmo-nos um ao outro e tornarmo-nos um. E à medida que fazíamos isso, começamos a ver que isso estava nos afetando de maneiras que não esperávamos. Na verdade, éramos apenas duas partes de um todo; O Pandrogyne era o todo e nós éramos a outra metade um do outro.

### Doença e morte
Em outubro de 2017, diagnosticaram P-Orridge com leucemia mielomonocítica crônica e morreu em Nova York em 14 de março de 2020, aos 70 anos. O livro de memórias de P-Orridge, Nonbinary (não binariedade em inglês), foi publicado um ano depois, em junho de 2021, um projeto em que P-Orridge vinha trabalhando em colaboração com o escritor Tim Mohr há vários anos, de acordo com o New York Times.